# Děčínský Sněžník
Děčínský Sněžník (ty. Hoher Schneeberg) är ett berg i Tjeckien. Det ligger i den nordvästra delen av landet, 80 km norr om huvudstaden Prag. Toppen på Děčínský Sněžník är 723 meter över havet, eller 150 meter över den omgivande terrängen. Bredden vid basen är 6,7 km. Děčínský Sněžník är det högsta berget i tysk-tjeckiska bergskedjan Elbsandsteingebirge.
Terrängen runt Děčínský Sněžník är huvudsakligen kuperad, men åt nordväst är den platt.Runt Děčínský Sněžník är det ganska tätbefolkat, med 120 invånare per kvadratkilometer. Närmaste större samhälle är Ústí nad Labem, 15,6 km söder om Děčínský Sněžník. I omgivningarna runt Děčínský Sněžník växer i huvudsak blandskog.